# 九州沖縄 金曜リポート
九州沖縄 金曜リポート（きゅうしゅうおきなわきんようリポート）は、九州・沖縄のNHK各放送局で、福岡放送局のスタジオから放送（日曜朝に再放送）された地域情報番組である。2007年3月9日の放送を最後に終了した。

## 概要
九州・沖縄地区の様々な問題を検証し、スタジオのゲストに話を聞いた。内容によっては、各放送局へ出向いて放送した。毎月第1金曜は、原則として各県別の独自番組を放送したが、全国編成の都合により、第1週に当番組が放送されることもあった。

## 放送日時
- 本放送：金曜19:30～19:55（原則として毎月第1金曜を除く）
- 再放送：2日後の日曜8:00～8:25

## キャスター
- 開始〜2004年 福井裕一郎（2016年現在では名古屋放送局所属。前身の「九州沖縄一本勝負」から引き続いて2004年に転勤するまで担当した。）
- 2004年～終了 岡野暁（2016年現在では宮崎放送局所属。番組の終了とともに転勤で福岡局を離れた。）

## 毎月第1金曜に放送されていた県別の番組
- 福岡局・北九州局 - 「福岡にんげん交差点」
- 佐賀局 - 「佐賀イズム」
- 長崎局 - 「ながさきヒート」
- 熊本局 - 「ひのくに発信塔」
- 大分局 - 「金曜リポートおおいた」／「ハイビジョンが撮る おおいた美の風景」
- 宮崎局 - 「m.o.宮崎王国」
- 鹿児島局 - 「かごしま熱風録」
- 沖縄局 - 「沖縄潮流」

| NHK九州・沖縄各局 金曜夜 地域報道番組 | NHK九州・沖縄各局 金曜夜 地域報道番組 | NHK九州・沖縄各局 金曜夜 地域報道番組 |
| 前番組                                | 番組名                                | 次番組                                |
| ------------------------------------- | ------------------------------------- | ------------------------------------- |
| 九州沖縄一本勝負                      | 九州沖縄金曜リポート                  | 九州沖縄インサイド                    |